# Vachirawit Chivaaree
Vachirawit Chivaaree (tailandês: วชิรวิชญ์ ชีวอารี; nascido em 27 de Dezembro de 1997), mais conhecido pelo apelido Bright, (tailandês: วิน), é um ator e cantor de ascendência tailandesa-americana-chinesa. Ele é mais conhecido por seus papéis em F4 Thailand: Boys Over Flowers, 2gether:The Series, Astrophile, I Sea U, para show de variedades Toe Laew e para mini álbum Adolescent.

## Biografia
Bright nasceu em Nakhon Pathom Province, Tailândia. Ele completou seu ensino médio na Suankularb Wittayalai School e Triam Udom Suksa School. Atualmente, ele completou Bachelor de Business Administration (BBA) em Marketing no Bangkok University.

## Carreira
No ano de 2013, Bright fez a sua estreia como apresentador em 6th generation de Strawberry Krub Cake (SKC).
Em 2021, ele conseguiu o papel principal de Thyme em F4 Thailand: Boys Over Flowers, um remake de um manga de nome Hana Yori Dango por Yoko Kamino. Ele ganhou fama na Tailândia e mercado global. Se tornou um dos mais bem-sucedidos dramas tailandeses transmitidos no exterior e ele ganhou "Mekhala Prêmio de Melhor Ator".

## Filmografia

### Filmes
| Ano  | Titulo                 | Papel               | Notas           | Ref.          |
| ---- | ---------------------- | ------------------- | --------------- | ------------- |
| 2016 | Love Say Hey           | Tae                 | Papel Principal |               |
| 2018 | 0.9 Kilometers to Mile | Short film          | Papel Principal |               |
| 2021 | 2gether: The Movie     | Sarawat Guntithanon | Papel Principal | [ 12 ]        |
| 2023 | Congrats My Ex!        | Tim                 | Papel Principal | [ 13 ] [ 14 ] |
| 2024 | Love You To Debt       | Bo                  | Papel Principal | [ 15 ]        |

### Televisão
| Ano  | Titulo                                      | Papel                       | Notas           | Ref. |
| ---- | ------------------------------------------- | --------------------------- | --------------- | ---- |
| 2013 | The Beginning: Story 2: Run Lovers Run      | Bright                      | Main Role       |      |
| 2014 | Karma                                       | Tao                         | Bit Part        |      |
| 2018 | I Sea U                                     | Peter/Peyton                | Main Role       |      |
| 2018 | Love Songs Love Series: Rao Lae Nai         | Bright                      | Main Role       |      |
| 2018 | Roop Thong                                  | Ekkarat                     | Bit Part        |      |
| 2018 | Social Death Vote                           | Day                         | Main Role       |      |
| 2018 | Love Songs Love Series: Ja Ruk Reu Ja Rai   | Ter                         | Main Role       |      |
| 2018 | Love Songs Love Series: Gor Koey Sunya      | Ken                         | Supporting Role |      |
| 2018 | Yuttakarn Prab Nang Marne                   | Tuanote                     | Bit Part        |      |
| 2019 | Korn Aroon Ja Roong: Ep.14 Onwards          | Anotai (Adult)              | Supporting Role |      |
| 2019 | My Ambulance                                | Peng (Young)                | Guest Role      |      |
| 2019 | Heha Mia Navy                               | Seaman Bright               | Bit Part        |      |
| 2020 | 2gether:The Series                          | Sarawat Guntithanon         | Lead Role       |      |
| 2020 | Still 2gether                               | Sarawat Guntithanon         | Lead Role       |      |
| 2021 | In Time with You: Thueng Ham Jai Kor Ja Rak | Nick                        | Supporting Role |      |
| 2021 | F4 Thailand: Boys Over Flowers              | Thyme (Akira Paramaanantra) | Lead Role       |      |
| 2022 | Astrophile                                  | Kimhan                      | Lead Role       |      |
| 2022 | Good Old Days: Story 4: Our Soundtrack      | Thanis Weerasakwong (Tong)  | Lead Role       |      |
| 2023 | Midnight Museum: Ep.3                       | Moth                        | Guest Role      |      |
| 2023 | Enigma: Ep.4                                | Tul                         | Guest Role      |      |

## Discografia
Músicas
| Ano  | Título                                       | Etiqueta      | Ref.                 |
| ---- | -------------------------------------------- | ------------- | -------------------- |
| 2021 | "Unmovable" (Move ไปไหน)                     | GMMTV Records | [ 16 ] [ 17 ] [ 18 ] |
| 2022 | "Lost and Found"                             | GMMTV Records | [ 19 ]               |
| 2023 | "My Ecstasy" ft. D. Gerrard                  | RISER Music   | [ 20 ]               |
| 2023 | "Saturday Night" (มาดูแมวดำน้ำทำกับข้าวบ้านเรามั้ย) | RISER Music   | [ 21 ]               |
| 2023 | "I Think of You"                             | RISER Music   | [ 22 ] [ 23 ]        |

### Aparições em videoclipes
| Ano  | Título                                           | Artista                                                     | Channel                | Ref. |
| ---- | ------------------------------------------------ | ----------------------------------------------------------- | ---------------------- | ---- |
| 2013 | Kot Mai Dai (กอดไม่ได้)                            | Bedroom Audio                                               | Crispy Sound Official  |      |
| 2018 | Pi Sat (ปีศาจ)                                    | Natthawut Jenmana (Max)                                     | Ost. Social Death Vote |      |
| 2018 | Ao Mai (เอามั้ย)                                   | Numchok Tanudrum (Singto) & Popetorn Soonthornyanakij (Two) | Whattheduck            |      |
| 2018 | Raung Hai Kon Diow (ร้องไห้คนเดียว)                 | Muzu                                                        | Official White Music   |      |
| 2019 | Kon Derm (คนเดิม)                                 | Napassorn Phuthornjai (New)                                 | Official White Music   |      |
| 2019 | Your Story (แค่หน้าจอ)                             | Pam Anshisa                                                 | Wayfer Records         |      |
| 2020 | Tam Ta Wan (ตามตะวัน)                             | Num Kala & Add Carabao                                      | Genierock              |      |
| 2020 | Tit Gub (ติดกับ)                                   | Natthawut Jenmana                                           | GMMTV Records          |      |
| 2022 | Kob Kandee Sak True (คบกันดีสักทรูู)                  | WANYAi x STAMP                                              | TRUE 5G                |      |
| 2022 | To The Max                                       | Milli                                                       | YUPP!                  |      |
| 2022 | Along The Way (ทุกวันพรุ่งนี้)                         | Tilly Birds x Palmy                                         | Gene Lab               |      |
| 2022 | One Last Cry F4 Thailand                         | Violette Wautier                                            | GMMTV Records          |      |
| 2022 | You Mean the World (โลกของฉันคือเธอ) F4 Thailand   | Fluke Gawin                                                 | GMMTV Records          |      |
| 2022 | Counting Stars (นับดาว) Astrophile                | Fluke Gawin                                                 | GMMTV Records          |      |
| 2022 | Just Say You Love Me (สมัยนี้เค้าไม่แอบรัก) Astrophile | Mook Worranit                                               | GMMTV Records          |      |
| 2022 | Good Old Days OST (ร้านซื้อขายความทรงจำ)            | Krist Perawat Sangpotirat                                   | GMMTV Records          |      |

## Prêmios e indicações
| Ano  | Prêmio                                   | Categoria                                                         | Trabalho                             | Result   | Ref.                 |
| ---- | ---------------------------------------- | ----------------------------------------------------------------- | ------------------------------------ | -------- | -------------------- |
| 2020 | Maya Awards                              | Best Couple                                                       | 2gether:The Series                   | Indicado | [ 24 ]               |
| 2020 | Kazz Awards                              | Kazz Magazine's Favorite                                          | 2gether:The Series                   | Venceu   | [ 25 ]               |
| 2020 | Line Thailand People's Choice Awards     | Best Couple                                                       | 2gether:The Series                   | Venceu   |                      |
| 2020 | Thairath Best of 2020                    | Best Couple                                                       | 2gether:The Series                   | Venceu   |                      |
| 2021 | Fever Awards 2020                        | Best Drama-Series Song Fever Award                                | "Kan Goo" (คั่นกู)                      | Venceu   |                      |
| 2021 | Thailand Zocial Awards 2021              | Person of The Year - Couple of The Year                           | 2gether:The Series                   | Venceu   |                      |
| 2021 | Sanook Awards 2020                       | Best Couple                                                       | 2gether:The Series                   | Venceu   |                      |
| 2021 | Sanook Awards 2020                       | Thai Song Of The Year                                             | "Yang Khu Kan" (ยังคู่กัน)               | Venceu   | [ 26 ]               |
| 2021 | JOOX Thailand Music Awards 2021          | Song of The Year                                                  | "Kan Goo" (คั่นกู)                      | Indicado | [ 27 ]               |
| 2021 | JOOX Thailand Music Awards 2021          | New Artist of The Year                                            |                                      | Indicado | [ 27 ]               |
| 2021 | JOOX Thailand Music Awards 2021          | Top Social Artist of The Year                                     |                                      | Indicado | [ 27 ]               |
| 2021 | Line TV Awards 2021                      | LINETV Best Thai Song                                             | "Kan Goo (คั่นกู)"                      | Indicado |                      |
| 2021 | Line TV Awards 2021                      | LINETV Best Kiss Scene                                            | 2gether:The Series                   | Indicado |                      |
| 2021 | 12th Nataraja Awards                     | Best Drama Song Award                                             | "Kan Goo" (คั่นกู)                      | Venceu   | [ 28 ]               |
| 2021 | 12th Nataraja Awards                     | Best Cast Ensemble                                                | 2gether:The Series                   | Indicado | [ 29 ]               |
| 2021 | Kazz Awards 2021                         | Attractive Young Man Of The Year                                  | Still 2gether                        | Venceu   |                      |
| 2021 | Kazz Awards 2021                         | Imaginary Couple of the Year                                      | Still 2gether                        | Venceu   |                      |
| 2021 | Kazz Awards 2021                         | Best Actor                                                        | Still 2gether                        | Venceu   |                      |
| 2021 | Kazz Awards 2021                         | Best Scene                                                        | Still 2gether                        | Venceu   |                      |
| 2021 | Asia Artist Awards 2021                  | Asia Celebrity Award for Actor                                    |                                      | Venceu   |                      |
| 2021 | True ID Music Awards 2021                | Best Singer of the Year                                           |                                      | Indicado | [ 30 ]               |
| 2021 | T-POP Stage Awards                       | Music of the week                                                 | "Sad Movie" with Nattawut Srimhok    | Venceu   | [ 31 ]               |
| 2021 | Maya Awards 2021                         | Charming Boy                                                      |                                      | Indicado |                      |
| 2021 | Maya Awards 2021                         | Best Couple                                                       |                                      | Indicado |                      |
| 2021 | Maya Awards 2021                         | Popular Drama Soundtrack                                          | "Yang Khu Kan" (ยังคู่กัน) Still 2gether | Indicado |                      |
| 2021 | Maya Awards 2021                         | Male Rising Star                                                  |                                      | Indicado |                      |
| 2021 | Thairath Best of 2021                    | Couple of the Year                                                | Still 2gether                        | Venceu   | [ 32 ]               |
| 2021 | Central BL Awards 2021: Mexico           | Best Couple                                                       | ''2gether:The Series                 | Venceu   |                      |
| 2021 | Central BL Awards 2021: Mexico           | Mister BL                                                         | ''2gether:The Series                 | Venceu   |                      |
| 2021 | Central BL Awards 2021: Mexico           | Best Seme/ Actor                                                  | ''2gether:The Series                 | Venceu   |                      |
| 2021 | Thailand Actors Award 2021: Japan        | Best Couple                                                       | 2gether: The Movie                   | Venceu   |                      |
| 2021 | Thailand Actors Award 2021: Japan        | Best Actor                                                        | 2gether: The Movie                   | Venceu   |                      |
| 2021 | T-POP of the Year Awards 2021            | Best Rookie                                                       | "Unmovable" (Move ไปไหน)             | Indicado | [ 33 ]               |
| 2022 | JOOX Thailand Music Awards 2022          | Top Social Thai Artist of the year                                |                                      | Indicado |                      |
| 2022 | JOOX Thailand Music Awards 2022          | Collaboration Song of the Year                                    | "Sad Movie" with Nattawut Srimhok    | Indicado | [ 34 ]               |
| 2022 | Thailand Zocial Award 2022               | Best Entertainment Performance on Social Media: Actor Category    | F4 Thailand Astrophile               | Venceu   | [ 35 ]               |
| 2022 | Maya Entertain Awards                    | Charming Boy                                                      | F4 Thailand                          | Indicado | [ 36 ]               |
| 2022 | Maya Entertain Awards                    | Best Couple                                                       | F4 Thailand                          | Indicado | [ 36 ]               |
| 2022 | Maya Entertain Awards                    | Popular Male Star                                                 | F4 Thailand                          | Indicado | [ 36 ]               |
| 2022 | SiamRath Online Award 2022               | Popular Male Star                                                 | F4 Thailand                          | Venceu   |                      |
| 2022 | Kazz Awards 2022                         | Popular Male Teenager                                             | F4 Thailand                          | Venceu   | [ 37 ]               |
| 2022 | Kazz Awards 2022                         | Best Scene (shared with Tontawan Tantivejakul)                    | F4 Thailand                          | Indicado |                      |
| 2022 | The 3rd Mani Mekhala Awards (2022)       | ดาราชายมหานิยมมหาชน (The Most Public Popular Male Celebrity Award) | F4 Thailand                          | Venceu   |                      |
| 2022 | The 3rd Mani Mekhala Awards (2022)       | Charismatic Superstar Award                                       | F4 Thailand                          | Venceu   |                      |
| 2022 | Content Asia Awards                      | Best Original Song: For Movie or An Asian TV Program              | "Night Time" Ost. F4 Thailand        | Indicado | [ 38 ]               |
| 2022 | Content Asia Awards                      | Best Original Song: For Movie or An Asian TV Program              | "One Hug" Ost. 2gether: The Movie    | Indicado | [ 38 ]               |
| 2022 | Content Asia Awards                      | Best Original Song: For Movie or An Asian TV Program              | "Who Am I" Ost. F4 Thailand          | Indicado | [ 38 ]               |
| 2022 | The 27th Asian Television Awards (ATA)   | Best Theme Song                                                   | "Who Am I" Ost. F4 Thailand          | Indicado | [ 39 ]               |
| 2022 | Asian Academy Creative Awards (AAA) 2022 | Best Theme Song or Title Theme: National Winners                  | "Who Am I" (Ost. F4 Thailand)        | Venceu   | [ 40 ]               |
| 2022 | Asian Academy Creative Awards (AAA) 2022 | Best Theme Song or Title Theme: Grand Final Winners               | "Who Am I" (Ost. F4 Thailand)        | Venceu   |                      |
| 2022 | GQ Men of the Year Awards 2022: MOTY     | Actor of the Year                                                 | F4 Thailand                          | Venceu   | [ 41 ]               |
| 2023 | Sanook Awards 2022                       | Actor of the Year                                                 | F4 Thailand Astrophile               | Indicado |                      |
| 2023 | Daradaily Awards 2022                    | Star of the Year                                                  |                                      | Venceu   |                      |
| 2023 | Komchadluek Awards 2022                  | Most Popular Actor                                                | Astrophile                           | Venceu   | [ 42 ]               |
| 2023 | Guitar Mag Awards 2023                   | Star Single Hit of the Year                                       | "Lost & Found"                       | Indicado |                      |
| 2023 | KAZZ Awards 2023                         | Men's Superstar Award                                             | Astrophile                           | Venceu   | [ 43 ]               |
| 2023 | KAZZ Awards 2023                         | Best Actor Award                                                  | Astrophile                           | Indicado | [ 43 ]               |
| 2023 | Maya TV Awards 2023                      | Best Male Star of the Year                                        | Astrophile                           | Indicado | [ 44 ]               |
| 2023 | Maya TV Awards 2023                      | Charming Young Man of the Year                                    | Astrophile                           | Indicado | [ 44 ]               |
| 2023 | Maya TV Awards 2023                      | String Artist of the Year                                         | "Lost & Found"                       | Indicado | [ 44 ]               |
| 2023 | Thai Update 2023                         | Certificate of Appreciation: Most Popular Thai Actor              |                                      | Venceu   |                      |
| 2023 | Nine Entertainment Award 2023            | Special Award: Most Engagement                                    |                                      | Venceu   | [ 45 ]               |
| 2023 | Seoul International Drama Awards         | Outstanding Asian Star                                            | Astrophile                           | Indicado | [ 46 ]               |
| 2023 | HOWE Awards 2023                         | Popular Vote                                                      |                                      | Indicado | [ 47 ]               |
| 2023 | 14th Nataraja Awards                     | Best Cast Ensemble                                                | F4 Thailand                          | Indicado | [ 48 ]               |
| 2023 | MTV EMA Paris 2023                       | Best Asian Act                                                    |                                      | Indicado | [ 49 ] [ 50 ] [ 51 ] |
| 2023 | MTV Video Music Awards Japan 2023        | Best Asian Celebrity                                              |                                      | Venceu   | [ 52 ] [ 53 ] [ 54 ] |
| 2023 | GQ Men of the Year Awards 2023           | Thailand's Global Star                                            |                                      | Venceu   | [ 55 ]               |
| 2023 | 33rd Seoul Music Awards                  | Popular Thai Star Award                                           |                                      | Indicado |                      |
| 2023 | Tatler Ball Awards 2023                  | The Golden Cane Awardee                                           |                                      | Venceu   | [ 56 ] [ 57 ] [ 58 ] |
| 2023 | GQ Japan: Men of the Year Awards 2023    | Best Asian Entertainer                                            |                                      | Venceu   | [ 59 ] [ 60 ]        |
| 2023 | Central World Music Community Award 2023 | Artist Of The Year                                                |                                      | Indicado |                      |

## Ligações eternas
- Vachirawit Chivaaree no Instagram
- Vachirawit Chivaaree. no IMDb.
- Vachirawit Chivaaree no X
- Bright Vachirawit no Facebook